# 도요타 산업기술 기념관
도요타 산업기술 기념관(일본어: トヨタ産業技術記念館)은 일본 아이치현 나고야시 니시구에 있는 토요타 그룹이 운영하는 기업 박물관이다. 1994년 6월 11일에 개관했다.

## 역사
도요타 사키치에 의해 건조된 1911년 완성된 도요타 자동 직물 공장을 철거한 곳에 개설되었다. 건물은 1918년에 벽돌로 개축 된 공장 건물을 응용한 것이다. 처음에는 도요타 테크노 뮤지엄 산업 기술 기념관(トヨタテクノミュージアム 産業技術記念館)이라는 이름으로 운영되고 있었지만, 개관 20주년을 맞이한 2014년 7월 1일 이후는 현 명칭을 사용하고 있다.

## 전시
전시는 크게 두 가지 분류되어 섬유 기계에 대한 섬유기계관과 자동차에 대한 자동차관이 있다.

## 같이 보기
- 토요타 박물관